# Nis P. Jørgensen
Nis Peter Jørgensen, eller bare Nis P. (født 13. marts 1950 i København) er en dansk musiker og sangskriver, som i en årrække har spillet og sunget i forskellige sammenhænge i arbejderbevægelsen.
I Den Udødelige Duo spillede han sammen med Stanley Samuelsen i tiden fra Anker Jørgensen til Poul Nyrup Rasmussen. Den Udødelige Duo blev hædret med LO's kulturpris i 1992. Duoen udgav lp'en Nu' Det Nu 1988 og dobbelt cd'en 36 Gode Sange 1995.
Nis P. deltog i Melodi Grand Prix i 1979 med sangen "Eja eja". Bandet i Grand Prix `79 bestod af Allan Klitgaard på bas, Claus "Zeus" Davidsen på kor, Stig Kreutzfeldt på kor, Oliver Strauss på guitar/kor og Gert Smedegaard på trommer.
Og ikke mindst har han skrevet "Hvorfor går Louise til bal" og den danske tekst til "I en lille båd der gynger", som Flemming Bamse Jørgensen har indspillet og turneret med.

## Pladeudgivelser
- Nispisband 1 1975
- Nispisband 2 1977
- Portræt af en Bærber 1978
- 7-9-13 1979
- Stik imod fornuften 1982
- Hula Hula boys (single) 1985